# Methanotorris
Methanotorris es un género de arqueas de la familia Methanocaldococcaceae. Los especímenes pertenecientes a este género son diferentes de los de Methanothermococcus en que son hipertermófilos y diferente de aquellos del género Methanocaldococcus en que no poseen flagelos, ni son móviles y no necesitan selenio para crecer. No se ha demostrado que estos microorganismos causen alguna enfermedad.

## Nomenclatura
El nombre "Methanotorris" tiene raíces latinas, methanum por metano y torris por fuego.  En suma, significa "organismo que produce metano a altas temperaturas."

## Otras lecturas

### Revistas científicas
- Takai, Ken; Nealson, Ken H.; Horikoshi, Kori (July 2004). «Methanotorris formicius sp. nov., a novel extremely thermophilic, methane-producing archaeon isolated from a black smoker chimney in the Central Indian Ridge». International Journal of Systematic and Evolutionary Microbiology 54 (4): 1095-1100. doi:10.1099/ijs.0.02887-0. Archivado desde el original el 4 de enero de 2015. Consultado el 29 de octubre de 2014.

### Libros científicos
- Whitman, WB (2001). «Genus II. Methanotorris gen. nov.».  En DR Boone; RW Castenholz, eds. Bergey's Manual of Systematic Bacteriology Volume 1: The Archaea and the deeply branching and phototrophic Bacteria (2nd edición). New York: Springer Verlag. ISBN 978-0-387-98771-2.
- Whitman WB; Boone DR; Koga Y (2001). «Family II. Methanocaldococcaceae fam. nov.».  En DR Boone; RW Castenholz, eds. Bergey's Manual of Systematic Bacteriology Volume 1: The Archaea and the deeply branching and phototrophic Bacteria (2nd edición). New York: Springer Verlag. ISBN 978-0-387-98771-2.

### Bases de datos científicos
- PubMed
- PubMed Central
- Google Scholar